# Ana Elisa Ribeiro
Ana Elisa Ribeiro (Belo Horizonte, 27 de agosto de 1975), é professora dos ensinos médio e superior, editora, pesquisadora, poeta e autora de diversos livros.

## Biografia
Filha de um médico e de uma assistente social, desde a infância Ana Elisa teve uma forte conexão com a leitura e a escrita, que foram incentivadas pela mãe através de livros e discos de vinil. Ela se tornou uma leitora voraz, passando por coleções infantis, a popular Vaga-lume, e os clássicos da estante da avó, lendo o que queria por conta própria, além do que a escola pedia. Durante a adolescência, foi influenciada por autores como Émile Zola e os escritores russos e franceses que sua avó gostava. Aos 17 anos, ela se encantou pela poesia, e a descoberta de poetas como Ana Cristina César e Paulo Leminski foi um marco em sua vida. Apesar de conselhos para fazer cursos mais tradicionais como Direito ou Medicina, ela escolheu a Faculdade de Letras, onde se aprofundou na área, tornando-se professora e editora e colaborando com diversos jornais e revistas.

## Atuação profissional
Ana Elisa fez graduação em Letras e mestrado e doutorado em Estudos Linguísticos na Universidade Federal de Minas Gerais. Ela publicou seu primeiro livro aos 19 anos, o segundo, aos 26, e desde então já editou e publicou vários livros técnicos e literários, e alguns deles renderam a ela indicações e prêmios, como o Jabuti. Em 2014, a autora foi finalista do Prêmio Portugal Telecom (atual Prêmio Oceanos) na categoria Poesia com o livro Anzol de pescar infernos e na categoria Conto/Crônica com a obra Meus segredos com Capitu. Ela também foi finalista do Prêmio Jabuti na categoria Poesia, em 2020, com seu livro de poemas Dicionário de Imprecisões e venceu na categoria Juvenil, em 2022, com o livro Romieta e Julieu: tecnotragédia amorosa.

## Premiações
- Em 2014, uma das crônicas do livro Meus segredos com Capitu ganhou um concurso da Fundação Nacional do Livro Infantil e Juvenil.
- Em 2016, recebeu o Prêmio Violeta Branca Menescal, do Conselho Municipal de Cultura de Manaus, destinado ao melhor livro de poesia, com a obra Álbum.[8][9]
- Em 2022, ganhou o Prêmio Jabuti na categoria Literatura Juvenil com o livro Romieta e Julieu: tecnotragédia amorosa.[10][11]
- Orientou a tese de doutorado “O direito de publicar: autopublicação, fast-publishing e tecnologias digitais no mercado editorial brasileiro”, de Pollyanna Vecchio, que ganhou Prêmio Posling de Teses e Dissertações de 2023.[12]

## Livros publicados

### Poesia
- Poesinha (1997)[13]
- Perversa (2002)[13]
- Fresta por onde olhar (2008)[13]
- Anzol de pescar infernos (2013)[13]
- Xadrez (2015)[13]
- Por um triz (2016)[13]
- Álbum (2018)[13]
- Dicionário de Imprecisões (2019)[13]
- Menos ainda (2022)[13]
- Troca só de tamanho e cor (2024)[13]

### Conto
- Beijo, boa sorte (2017)[13]
- Causas não naturais (2023)[13]

### Crônica
- Chicletes, lambidinhas e outras crônicas (2012)[13]
- Meus segredos com Capitu (2013)[13]
- Renascença (2018)[13]
- Doida para escrever (2021)[13]
- Nossa língua & outras encrencas (2023)[13]
- Marque aqui sua crônica (2024)[13]
- Roxo calmo, amarelo tranquilo & outras crônicas (2025)[13]

### Infantojuvenil
- Sua mãe (2011)[13]
- Com ou sem H? (2013)[13]
- Pulga (2016)[13]
- O e-mail de Caminha (2018)[13]
- O que é um livro? (2018)[13]
- Romieta e Julieu: tecnotragédia amorosa (2021)[13]
- E a princesa não queria casar! (2023)[13]